# دان جونسون (لاعب كرة قدم أمريكية)
دان جونسون (بالإنجليزية: Dan Johnson)‏ هو لاعب كرة قدم أمريكية أمريكي، ولد في 17 مايو 1960 في منيابولس في الولايات المتحدة.